# Бранч (Луизијана)
Бранч (енгл. Branch) насељено је место без административног статуса у америчкој савезној држави Луизијана.

## Демографија
По попису из 2010. године број становника је 388.
| Група             | 2000.    | 2010.       |
| Белци             | 0 (0,0%) | 309 (79,6%) |
| Афроамериканци    | 0 (0,0%) | 64 (16,5%)  |
| Азијати           | 0 (0,0%) | 2 (0,5%)    |
| Хиспаноамериканци | 0 (0,0%) | 9 (2,3%)    |
| Укупно            | 0        | 388         |